# Michigan & Smiley
Michigan & Smiley sono una coppia di dj dancehall reggae composta da Papa Michigan (Anthony Fairclough) e General Smiley (Erroll Bennett). Sono meglio noti per essere stati i primi dj reggae a presentarsi in coppia, e per aver lanciato uno stile di dancehall chiamato rub-a-dub con il loro esordio nel 1979.

## Storia
Papa Michigan (Anthony Fairclough) e General Smiley (Erroll Bennett) emersero all'interno della scena musicale giamaicana come i primi dj in coppia. I due artisti incisero in studio le prime tracce sotto la guida del noto produttore Clement "Coxsone" Dodd ai suoi Studio One. Il duo si unì alla fine degli anni settanta quando ancora frequentavano la scuola, e raggiunsero il successo con le prime hit "Rub A Dub Style" e "Nice Up the Dance", le quali vennero trasmesse ovunque nel circuito delle dancehall. Poco dopo aver pubblicato questo paio di singoli, Coxson Dodd partì per New York, così Michigan & Smiley si spostarono sotto la gestione della label Tuff Gong. Essi incrementarono il successo apparendo al noto festival Reggae Sunsplash nel 1980, e riapparvero alle edizioni successive fino al 1985. Confermarono la loro popolarità con altri singoli pubblicati nei primi anni ottanta, tra cui "Diseases", e "One Love Jam Down". Il brano "Diseases" venne prodotto da Henry "Junjo" Lawes nel 1982, e venne riproposto anche da altri artisti dancehall come Fathead e Yellowman. Sempre nel 1982, il duo pubblicò il primo album in studio, Step by Step, registrato ai Channel One. L'anno seguente Michigan & Smiley ricomparvero sulle scene con il singolo "Sugar Daddy", prodotto da Doctor Dread per la sua etichetta, la RAS Records. Seguirono una serie di album di successo tra cui Back in the Biz (1983) e Sugar Daddy (1986). Si sciolsero entrò la fine degli anni ottanta, ma si riunirono occasionalmente per alcuni eventi particolari.

## Discografia
- 1980 Rub a Dub Style (Studio One)
- 1982 Downpression (Greensleeves)
- 1982 Live at Reggae Sunsplash (Trojan) (con Eek-a-Mouse)
- 1983 Sugar Daddy (RAS)
- 1991 Back in the Biz (VP)
- 1992 Reality Must Rule Again (VP)
- 1995 Uptown/Downtown (VP)